# Патар, Сурджит
Сурджит Патар (в.-пандж. ਸੁਰਜੀਤ ਪਾਤਰ; 14 января 1945, Паттар Калан, Британская Индия — 11 мая 2024, Лудхияна, Пенджаб) — индийский писатель
 и поэт, писавший на панджаби. Отмечен премией литературной академии Индии и орденом Падма Шри, которые он вернул, протестуя против бездействия правительства.

## Биография
Родился 14 января 1945 года в деревне Паттар Калан округа Джаландхар в Пенджабе. После его рождения его отец, Харбхаджан Сингх, уехал в Кению в поисках работы и возвращался домой только раз в пять лет. Сурджит окончил ближайшую сельскую школу, а затем получил степень бакалавра в области искусств в колледже Рандхир в Капуртхале, степень магистра в области литературы в Пенджабском университете в Патиале и защитил докторскую диссертацию по теме «Transformation of Folklore in Guru Nanak Vani» в Университете Гуру Нанак Дева в Амритсаре. В 1972 году он стал преподавать панджаби в Сельскохозяйственном университете Пенджаба в Лудхиане, где работал вплоть до выхода на пенсию в 2005 году.
Патар начал писать стихи в середине 1960-х годов. Первоначально он получил известность в литературных кругах, исполняя написанные им газели на собраниях поэтов. Вопреки традиция  его газели не были в первую очередь о тоске по любимой. Газель была для него просто ещё одним средством выражения своих взглядов на серьезные темы. Например, несколько из его лучших стихотворений на тему миграции написаны в форме газелей.
Поэт опубликовал пять сборников своих стихов: «Hawa Wich Likhey Harf», «Hanere Wich Sulgdi Varnmala», «Birakh Arz Kare», «Lafzan Di Dargah» и «Sarzameen». Его книга прозы «Suraj Mandal Diyan Pohrian» стала важным вкладом пенджабскую литературу. В 1999 году он написал поэму «Aaya Nand Kishore», исследующую связь между миграцией, стремлениями, средствами к существованию и языком, отмечая как дети мигрантов учат панджаби в государственных школах, а дети зажиточных пенджабцев учат английский в частных лицеях.
Он писал о широком спектре проблем современного общества и участвовал во многих политических и социальных дебатах. Среди событий отражённых в его поэзии — раздел Пенджаба, движение наксалитов в штате и вооруженные столкновения. Широко распространившееся беззаконие, охватившее Пенджаб во время движения Халистан, нашло своё выражение в его поэме «Laggi Nazar Punjab Nu» (досл.: «Пенджаб попал под дурной глаз»), в которой он с большой тонкостью показал каждый аспект беспорядков. В последние годы темой его произведений были фермерские волнения. Его стихи всегда казались мгновенной реакцией на провокационную проблему. 
Сурджит Патар также переводил пьесы для театральной компании Нилам Мансингх и преобразовывал их с таким мастерством, что они казались оригинальными текстами.
В числе его работ как переводчика — адаптации пьес Жана Жираду, Еврипида, Жана Расина, три трагедии Федерико Гарсиа Лорки, пьеса Гириша Карнада «Nagmandala», стихи Бертольта Брехта и Пабло Неруды. Он также написал сценарии передач о различных пенджабских поэтах, от Шейха Фарида до Шива Кумара Баталви и внес вклад в пенджабское кино, написав диалоги для таких фильмов, как Shaheed Udham Singh и пенджабской версии «Небеса на земле» Дипы Мехты.
Он был отмечен премией Пенджабской литературной академии в 1979 году и премией Литературной академии Индии за поэму «Hanere vich sulagdi varnmala» в 1993 году. В 2012 году он был награжден орденом Падма Шри за вклад в области литературы. Однако в 2015 году он вернул награду Академии в знак протеста против серии целенаправленных убийств рационалистов и общинных нападений, а в 2020 году — Падма Шри в знак поддержки фермеров, протестовавших на границах Дели против ныне отмененных законов о сельском хозяйстве.
Поэт скончался 11 мая 2024 года в возрасте 79 лет в результате остановки сердца в своём доме в округе Лудхиана. У него остались жена Бхупиндер Каур и сыновья Манрадж Патар и Анкур Патар.